# ريتشارد برايت (ممثل)
ريتشارد برايت (بالإنجليزية: Richard Bright)‏ مواليد 28 يونيو 1937 في بروكلين، نيويورك، الولايات المتحدة - الوفاة 18 فبراير 2006 في نيويورك، الولايات المتحدة، هو ممثل أمريكي بدأ مسيرته الفنية سنة 1957. امتدت مسيرته الفنية لأكثر من 49 عاما.

## الأعمال
- العراب
- الجزء الثاني
- رجل الماراثون
- حدث ذات مرة في أمريكا
- الحرارة الحمراء
- الجزء الثالث

## روابط خارجية
- ريتشارد برايت على موقع IMDb (الإنجليزية)
- ريتشارد برايت على موقع روتن توميتوز (الإنجليزية)
- ريتشارد برايت على موقع ألو سيني (الفرنسية)
- ريتشارد برايت على موقع أول موفي (الإنجليزية)
- ريتشارد برايت على موقع قاعدة بيانات برودواي على الإنترنت (الإنجليزية)
- ريتشارد برايت على موقع قاعدة بيانات الأفلام السويدية (السويدية)
- ريتشارد برايت على موقع قاعدة بيانات الفيلم (الإنجليزية)
- ريتشارد برايت على موقع كينوبويسك (الروسية)